# Малтийско скудо
Малтийско скудо (на италиански: Scudo maltese) е паричната единица на Суверенния Малтийски орден. Едно скудо = 12 тари = 240 грано. Дo 1777 година се секат също и монети пиколи (1 грано = 6 пиколи).

## История
Орденът сече собствени монети от 1318 г. Монетите, сечени след 1500 г., добиват собствен облик: от едната страна изобразява Св. Йоан Кръстител, а от другата - герба на Великия магистър. Когато през 1798 г. Наполеон Бонапарт превзема на острова, монетният двор спира да функционира. През френската окупация обаче скудото остава като разплащателно средство. Когато британците завладяват Малта, се установява курс на лирата към скудото: една паунд е равен на 12 скудо. През ноември 1827 г. обаче британската лира е обявена за единствено разплащателно средство в Малта.
Едва през 1961 г. Малтийският орден възобновява сеченето на монети. Първата емисия е отсечена в Рим през 1961 г. и следват емисии, сечени в Париж (1962) и Арецо (1963). От 1964 г. монетите се секат в Монетния двор на Малтийския орден.
Установен е курс на скудото към еврото: 1 скудо = 0,24 евро, а 1 тари – на 0,02 евро.

## Забележка
Днес основната парична единица в Малта е еврото.